# Sifiso Mabila
Sifiso Lucky Mabila (ur. 2 stycznia 1986) – suazyjski piłkarz grający na pozycji obrońcy. Jest wychowankiem klubu Mbabane Swallows FC.

## Kariera klubowa
Swoją karierę piłkarską Mabila rozpoczął w klubie Mbabane Swallows FC. W sezonie 2010/2011 zadebiutował w jego barwach w pierwszej lidze suazyjskiej. Wraz z nim czterokrotnie wywalczył mistrzostwo kraju w sezonach 2011/2012, 2012/2013, 2016/2017 i 2017/2018 oraz trzy wicemistrzostwa w sezonach 2013/2014, 2014/2015 i 2019/2020. Zdobył też dwa Puchary Eswatini w latach 2013 i 2016.

## Kariera reprezentacyjna
W reprezentacji Eswatini Mabila zadebiutował 11 listopada 2012 w zremisowanym 0:0 towarzyskim meczu z Lesotho. Od 2012 do 2017 wystąpił w kadrze narodowej 28 razy i strzelił 1 gola.